# Museo de Bellas Artes de Pont-Aven
El Museo de Bellas Artes de Pont-Aven está situado en la Plaza del Hôtel de Ville, en Pont-Aven, en el departamento de Finistère.
Creado en 1985, tiene por vocación hacer conocer a los pintores que pasaban una temporada en esta localidad, y que fueron quienes prestigiaron a la Escuela de Pont-Aven y al Movimiento Nabi. Pinturas, dibujos, acuarelas de Paul Gauguin, Émile Bernard, Paul Sérusier... permiten descubrir la situación de la pintura hacia fines del siglo XIX.
El museo con regularidad acoge exposiciones temporarias, que tienen por finalidad presentar las obras creadoras de un artista en particular o de una temática particular, a veces mezclando estilos, incluso a veces presentando obras contemporáneas frente por frente a las obras clásicas.
Después del año 2012, el museo, antes gerenciado por la comuna, fue transferido a la Aglomeración Concarneau Cornouaille, la que a partir del 2013 inició la renovación total del museo. Por lo tanto, actualmente este centro está cerrado por reformas, y está previsto que abra nuevamente sus puertas en el año 2015.

## Histórico

### Comienzos de la Escuela de Pont-Aven
- 1862 :
  - Jean-Baptiste Corot y sus amigos se instalaron en 1862 sobre la costa bretona, en una pequeña villa llamada Pont-Aven, situada entre Concarneau y Quimperlé.
- 1886-1896 :
  - junio de 1886 : Paul Gauguin se instala por la primera vez en Pont-Aven, siguiendo el consejo del pintor Armand Félix Marie Jobbé-Duval, originario de la zona, así como del Padre Tanguy, su mercader de colores.
  - 1887-1896 : Paul Gauguin vuelve en varias oportunidades a la zona, y encuentra a Émile Bernard. Ambos se influyen mutuamente, surgiendo nuevas técnicas de pintura (sintetismo, cloisonismo), caracterizados por grandes zonas de colores puros, rodeados de una línea negra, y suprimiendo la perspectiva clásica. Varios fueron los pintores que rodearon a estos dos artistas en Pont-Aven, destacándose entre ellos Paul Sérusier, Charles Filiger, Maxime Maufra, Henry Moret, Ernest de Chamaillard, quienes de hecho conformaron la Escuela de Pont-Aven.

### Creación del museo[2]
- 1939 :

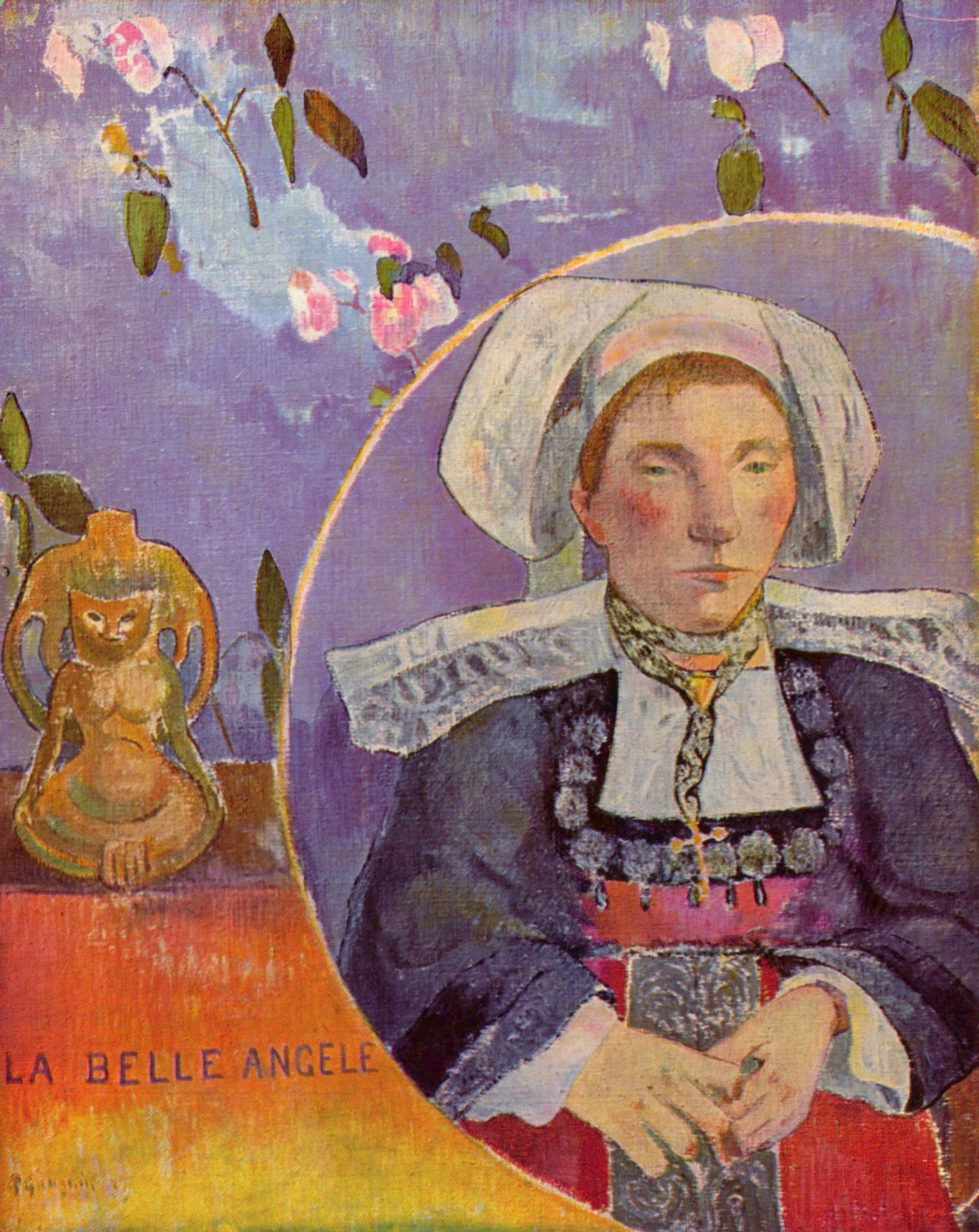
Paul Gauguin, La belle Angèle (1889)

  - Agosto : Primer pico de interés por el pasado artístico de la ciudad. El alcalde de Pont-Aven inaugura una placa conmemorativa, la que se coloca en la antigua Pension Gloanec, haciendo recuerdo a la pléyade de artistas que allí pernoctaron.
  - Paralelamente a este gesto, los salones del Hotel Julia sirvieron para una exposición consagrada a Paul Gauguin y al Grupo de Pont-Aven.

- 1953 :
  - Año del cincuentenario de la muerte de Paul Gauguin : organización de una retrospectiva, donde la figura estrella fue La Belle Angèle, cuadro recibido en préstamo desde el Museo del Louvre.

- 1960 :
  - Creación de la Asociación de Amigos de Gauguin presidida por Maurice Malingue. Su objetivo era el de organizar una exposición por año, con el fin de dar a conocer la Escuela de Pont-Aven.

- 1961 :
  - La Sociedad de Pintura de Pont-Aven, presidida por Bertrand Queinec, sustituye a la asociación precedente, y a partir de ese momento llamada Association des Amis du Musée de Pont-Aven.

- 1984 :
  - El proyecto del museo realmente toma importancia en el otoño de 1984, momento en el que empiezan los trabajos de construcción y de puesta a punto del establecimiento.

- 1985 :
  - 29 de junio de 1985 : Inauguración del Museo de Bellas Artes de Pont-Aven.

### El museo hoy día
- 2003 :
  - Gracias al apoyo de empresas y particulares de la región, el museo adquiere el cuadro Deux têtes de bretonnes, el célebre pastel de Paul Gauguin del año 1894. En esta obra se representa a dos bretonas en cofia, cuya realización se efectivizó en la quinta y última estadía de Gauguin en Bretaña (1894), y que el artista dedicó a su amigo el pintor Maxime Maufra.[3][4]
- 2006 :
  - Comienzo de los estudios para la ampliación del museo.[5]
- 2010 :
  - Exposición conmemorativa de los veinticinco años del museo.
- 2012 :
  - Según las previsiones tomadas por el estudio de arquitectura L’Atelier de l’Ile, el museo debió cerrar sus puertas el 15 de septiembre de 2012, para la preservación y embalaje de las obras allí custodiadas, mientras que los trabajos de acondicionamiento del edificio comenzaban efectivamente en el año 2013.

El Museo de Bellas Artes de Pont-Aven hoy día tiene por objetivo hacer conocer la obra de los artistas inspirados en Bretaña y por los paisajes de esa región, y más particularmente los que corresponden a Pont-Aven, en el período que abarca los años 1860 y 1870. Se desea desarrollar un trabajo científico concerniente muy particularmente ese período cronológico, sin desdeñar tampoco las creaciones del arte contemporáneo.

## Obras de la colección permanente

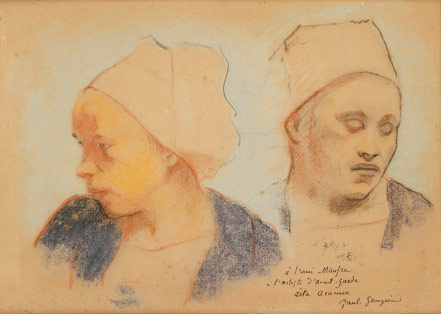
Paul Gauguin, Deux têtes de bretonnes (1894)

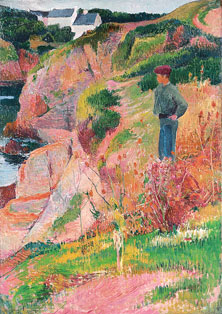
Henry Moret, Falaises en Bretagne (1898)

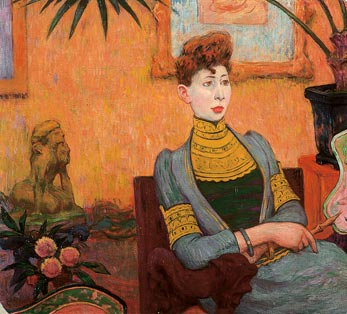
Émile Schuffenecker, Portrait de Madame Champsaur (1890)

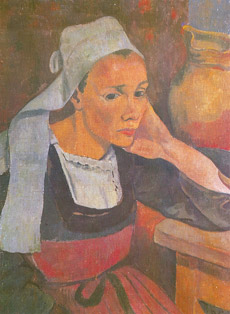
Paul Sérusier, Portrait de Marie Lagadu (1889)

En el inicio sin colecciones, desde el principio el museo desarrolló una agresiva política de adquisiciones, a tal punto que hoy día cuenta con unas 1300 obras, la mitad de ellas dedicadas a las artes gráficas (grabados, acuarelas, pasteles…). El período cronológico cubierto parte fundamentalmente de los años 1870, y se extiende hasta pos primeros años posteriores a 1900.
Estas obras reúnen realizaciones de artistas reconocidos internacionalmente, como ser Émile Bernard, Maurice Denis, Paul Gauguin, Georges Lacombe, Paul Sérusier, entre otros, y también artistas algo menos tenidos en cuenta, como ser Pierre-Eugène Clairin, Émile Jourdan, y Marie Luplau. Este fondo de obras también tiene realizaciones de artistas extranjeros : Constantin Kousnetzoff, Carl Moser, Sydney Lough Thompson.
El museo no ha cesado por cierto sus adquisiciones, y ellas continúan hoy día con el ingreso, en promedio, de una docena de nuevas obras por año. 
Ejemplos de obras :
- Maurice Denis
  - Les Feux de la Saint-Jean à Loctudy, óleo sobre cartón, 1895.
  - Hommage à Notre-Dame-du-Folgoat (Folgoët), óleo sobre cartón, 1921.
- Charles Filiger
  - Tête d’homme au béret bleu, gouache (acuarela opaca), 1892.
- Paul Gauguin
  - Deux têtes de bretonnes (homenaje al pintor Maxime Maufra), pastel, 1894.[3]
- Georges Lacombe
  - Grotte à Camaret, óleo sobre tela, 1893-1894.
- Henry Moret
  - Falaises en Bretagne, óleo sobre tela, hacia 1898.
- Émile Schuffenecker
  - Portrait de Madame Champsaur, óleo sobre tela, 1890.
- Paul Sérusier
  - Portrait de Marie Lagadu, óleo sobre tela, hacia 1889.

## Exposiciones temporarias
- Fernand Dauchot, dit Daucho : 1985
- Aquarelles, pastels et dessins de l'École de Pont-Aven : 1985
- Jules Paressant : 1985
- Maxime Maufra, du dessin à la gravure : 1986
- Cent ans, Paul Gauguin à Pont-Aven : 1986
- Constantin Kousnetzoff : 1987
- Émile Jourdan : 1987
- Anne Macheret : 1987
- Michel Noury : 1988
- Henry Moret : 1988
- Pierre-Eugène Clairin : 1988
- Charles Fromuth : 1989
- Armand Seguin : 1989
- Jean Mingam : 1990
- Peintres finlandins en Bretagne : 1990
- Michel Thersiquel : 1990
- V.J. Roux-Champion : 1991
- Paul Sérusier : 1991
- Marcel Parturier : 1991
- Sydney Lough Thompson : 1992
- Artistes et théâtres d'avant-garde 1890-1900 : 1992
- Alcide Le Beau : 1992
- Jean Émile Laboureur : 1993
- Jean-Bertrand Pégot-Ogier : 1993
- Mela Muter : 1993
- Jean-Georges Cornélius : 1994
- 1894, le cercle de Paul Gauguin en Bretagne : 1994
- Yves Alix : 1994
- Jean Even : 1995
- Peintres américains en Bretagne : 1995
- Carl Moser : 1995
- Henri Delavallée : 1996
- Émile Schuffenecker : 1996
- Émile Dezaunay : 1996
- Conrad Kickert : 1997
- Paul Gauguin et l'École de Pont-Aven : 1997
- Robert Lotiron : 1997
- Ferdinand du Puigaudeau : 1998
- Georges Lacombe : 1998
- John Recknagel : 1998
- Roderic O'Conor : 1999
- Peintres irlandais en Bretagne : 1999
- Marcel Mettenhoven : 1999
- Anders Osterlind : 2000
- Émile Bernard : 2000
- Marcel Gromaire : 2000
- Affiches du Salon des Cent : 2001
- Paul-Élie Ranson : 2001
- Gustave Loiseau : 2001
- Georges Géo-Fourrier : 2001
- Maurice Asselin : 2002
- Henri-Eugène Le Sidaner : 2002
- Henry de Waroquier : 2002
- Charles Cottet : 2003
- Kenavo Monsieur Gauguin : 2003
- Xavier Josso : 2003
- Jean Francis Auburtin : 2004
- Peintres britanniques en Bretagne : 2004
- Jules-Émile Zingg : 2004
- André Jolly : 2005
- Adolphe Beaufrère : 2005
- Henri Marret : 2005
- L'estampe en Bretagne, 1880-1960 : 2006
- Peintres de la Bretagne et quête spirituelle : 2006
- Marcel González : 2006
- Portraits de la collection du Musée de Pont-Aven : 2007
- Paul-Auguste Masui : 2007
- Pont-Aven, du paysage à l'œuvre : 2007
- Théodore Boulard : 2007
- Olivier Debré, la poétique de l'eau : 2008
- La Bretagne de Paul Signac : 7 de junio – 6 de octubre de 2008.
- Théophile Deyrolle (1844-1923) / Alfred Guillou (1844-1926), généalogie d'artistes : 2008.
- Emma Herland, femme artiste en Bretagne : 31 de enero – 1 de junio de 2009.
- Maurice Denis (1870-1943) et la Bretagne – La leçon de Pont-Aven : 6 de junio – 5 de octubre de 2009, (exposición etiquetada de interés nacional por el Ministerio de Cultura).[8]
- Maurice Chabas (1862-1947) : 10 de octubre de 2009 – 3 de enero de 2010.
- Serge Poliakoff (1900-1969) : 30 de enero – 30 de mayo de 2010.[9]
- Paul-Élie Ranson (1861-1909), artiste Nabi, fantasmes et sortilèges : 5 de junio – 3 de octubre de 2010.[9]
- Les 25 ans du musée, un quart de siècle d’acquisitions : 9 de octubre de 2010 – 2 de enero de 2011.[9]
- Yves de Kerouallan (1895-1984), ombres et lumières en Bretagne : 29 de enero – 22 de mayo de 2011.[10]
- Ker-Xavier Roussel (1867-1944), le "Nabi bucolique" : 28 de mayo – 2 de octubre de 2011.
- De Gauguin à Gromaire, la naissance d’un musée : 8 de octubre de 2011 – 15 de septiembre de 2012.

## Administración del museo
- Conservadores :
  - 2006 - hoy día : Estelle Guille des Buttes-Fresneau[11]
  - 1985 - 2006 : Catherine Puget[11]